# Brasão de Belém (Pará)
Brasão da cidade de Belém é o símbolo de Belém, município do estado do Pará, Brasil.

## História
O Brasão do Município de Belém foi criado em 1626, logo no início da colonização. Naquele tempo o capitão-mor da Capitania do Grão - Pará, Bento Maciel Parente, ao lado de Pedro Teixeira Ayres Chicorro e Baião de Abreu, teve a ideia de instituir um escudo para ser colocado no Forte do Castelo. Esse brasão simbolizaria a coragem, a tradição e o pioneirismo dos portugueses.

## Significados
O brasão manteve sua forma pelos sucessivos governos ao longo dos séculos de história da cidade, mas seu significado não teve a mesma sorte pois a tradição não o explica. Apesar disto, aceita-se atualmente os seguintes significados para as três faixas com inscrições em latim: (Segundo José Maria)
- A primeira: "Vereat (ou Ver est) Aeternum - Tutius Latente", que significa "Eterna Primavera/Escondida é mais segura". Faz alusão ao rio Amazonas e ao rio Tocantins que, sendo os rios que se encontram tanto ao oeste quanto ao leste do estado do Pará, escondem suas inúmeras belezas aos olhos dos exploradores.[1]
- A segunda faixa: "Rectior cum retrogradus", que quer dizer "É mais reta se olharmos o passado". Essa frase faz alusão ao dia da chegada e estabelecimento de Francisco Caldeira Castelo Branco ao local onde fundaria a cidade de Belém. O momento da fundação foi precedida por uma bela aurora.[1]
- A terceira faixa: "nequaquam minima est", que se traduz como "de modo algum és a menor", faz referência à cidade de Belém, na Judeia. O profeta Miqueias (5-1,3) escreveu que Belém de Judá não seria a menor das cidades de Israel, porque "de ti é que sairá aquele que há de ser governante de Israel". Esta profecia antecipa que em Belém nasceria o Messias. Com o nascimento de Jesus, em Belém de Judá, se cumpre a profecia de Miqueias. O Novo Testamento faz-se eco desta profecia, no Evangelhos de São Mateus: (2,6): "pois assim escreveu o profeta, 'E tu, Belém, terra de Judá, de modo algum és a menor entre as principais cidades de Judá, porque de ti sairá um príncipe que será o pastor de meu povo Israel'".[1]